# Minami-ku (Fukuoka)
Minami-ku (南区 Minami-ku?) es uno de los siete barrios de la ciudad de Fukuoka, Japón. Hasta el 1 de agosto de 2011 tenía una población estimada de 247.904 habitantes y una densidad de 8,000 personas por metro cuadrado. La superficie total del barrio es de 30,98 km².